# アグリッパ街道

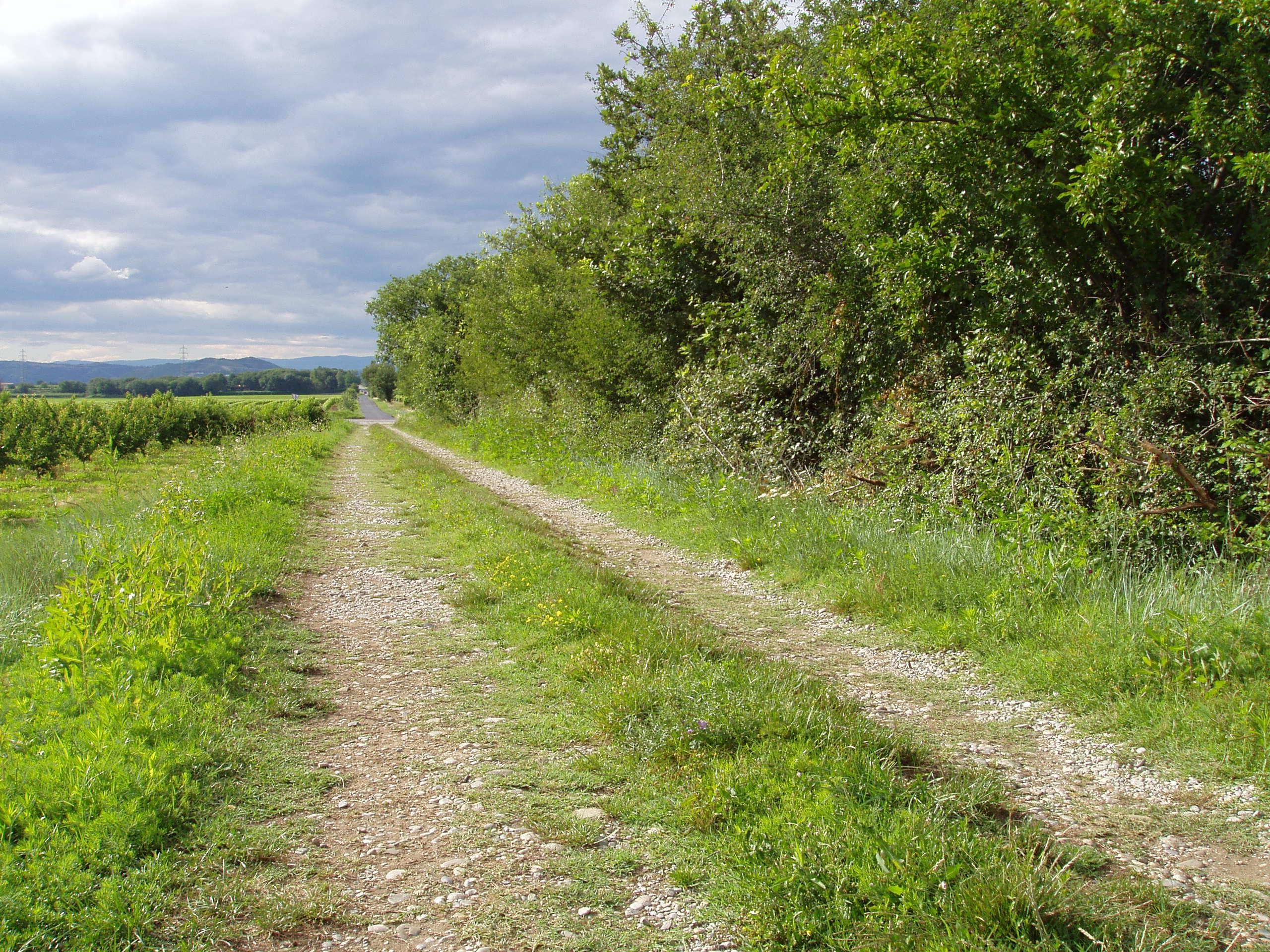
アグリッパ街道の一部。ボーモン＝モントゥー近郊（ドローム県）

ガリアにおけるローマ街道。

アグリッパ街道（アグリッパかいどう，ラテン語: Via Agrippa）は、オクタヴィアヌスよりガリアの統治を委任されたマルクス・ウィプサニウス・アグリッパによって建設された、ガリアにおけるローマ街道全体のことを指す。ガリア全土で21,000キロメートル（13,000マイル）に及ぶ。

## アグリッパの計画
アグリッパ街道は、戦略上の拠点として新たに建設された都市ルグドゥヌム（現在のリヨン）を中心に、放射状に広がっている。ピア・グローによるところでは、ストラボンが街道の方角を決定した。
- 大西洋に向けて、ルグドゥヌム/リヨンからサントに至るルート
- 北海に向けて、ランス、ボーヴェ、アミアンを通るルート
- ライン川に向けて、ラングル、トーリア、ケルンを通るルート
- 南へ、マルセイユへ向かうルート

アグリッパ街道はいくつもの部分が現在も地面の上にしっかりと残されており、その詳細なルートがわかっているにもかかわらず、建設の年代については諸説ある。Guide romain antiqueによれば紀元前39 - 38年、ピア・グローによれば紀元前22 - 21年、P.プティによれば紀元前16 - 13年とされている。

## 南ルート
古代の塩の道はローヌ川の河口を通り、沼地の散在する川の氾濫原を避けるために、丘の緩やかな斜面を通過する。アウグストゥスの推進のもと、アグリッパは川の近く、ローマ帝国の重要都市であるアルル、アヴィニョン、オランジュ、モンテリマール、ヴァランス、ヴィエンヌを通るよう道を舗装し、各所に、公的な使者が馬を交換するための駅（ムターティオーネース mutationes）を配置した。このルートは、ローヌ川右岸に建設されたアントニーナ街道により補強された。

## アグリッパ街道の痕跡
ヴァランスの近郊、フランス国道7号線（RN7）は、かつてのアグリッパ街道の跡地に建設されている。
現在もSept Chemins（7番目の道）と呼ばれる交差点がある、イゼール県北部へ延びるアグリッパ街道は、ボーモン＝モントゥー方面へ向かう県道101号線に続いている。そこには共同道路と小道とがローマの道をなぞる形で伸びており、ポン＝ド＝リゼールとボーモン＝モントゥーの境界線として機能している。その近くには、「偉大な道」を意味するかつての「Via Magna」という名を今に伝える「Vie Magne」という地名が残っている。

## ローマのマイルストーン

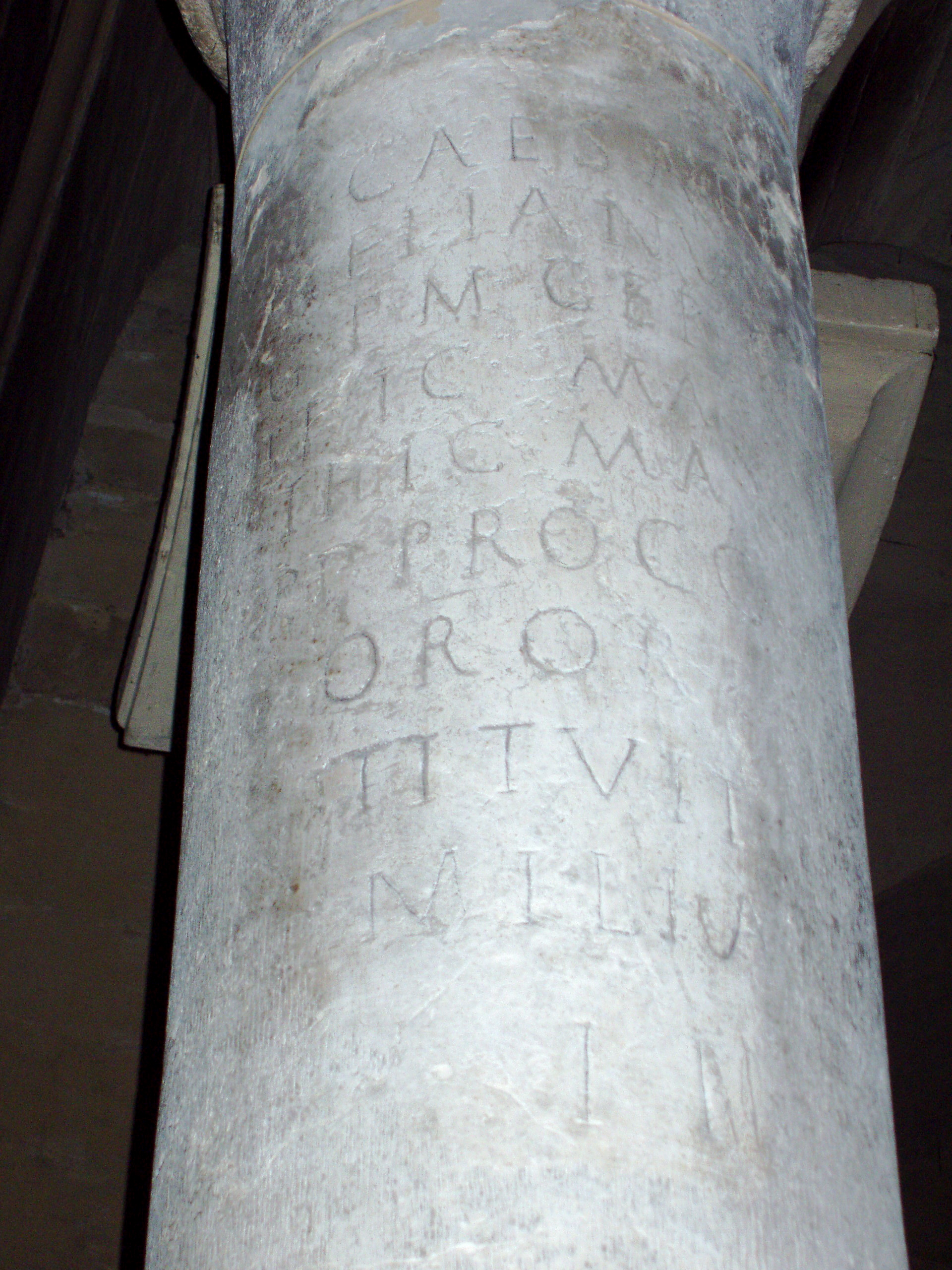
ヴァランス大聖堂 （ドローム県）で再利用されたアグリッパ街道のマイルストーン。

街道に沿って置かれた刻印済みのマイルストーンには、ヴィエンヌ、ヴァランス、またはアヴィニョンの開始点（capita viae）からの距離、およびそれらを建てたり維持したりした行政長官や皇帝について記されている 。
街道沿いに残されていたところを回収された22柱のマイルストーンに加え、3世紀または4世紀のものになる1柱については、その碑文がまだ判読可能な状態で、ヴァランス大聖堂の聖歌隊用の屋根付き廊下に流用されていた。 
IMP(ERATOR) CAESAR L(UCIUS) DOMIT[IUS] AURELIANU[S] P(IUS) [F(ELIX)] INV[I]CT[US] [AU]G(USTUS) P(ONTIFEX) MA(XIMUS) GER[MANIC(US) MAX(IMUS)] [GO]THIC(US) MA[X(IMUS) CARPIC(US) MAX(IMUS)] ? [PAR]THIC(US) MA[X(IMUS) TRIB(UNICIA) POT(ESTATE) VI CO(N)S(UL)] ? [III] P(ATER) P(ATRIA) PROCO(N)[S(UL) PACATOR ET RES] [TITUT]OR ORB(IS) [REFECIT ET] [R]ESTITUIT […] MILIA [PASSUUM] I[I] II ?

翻訳
「信心深く、幸運に恵まれ、威厳ある、最高神祇官たる、ゴートおよびカルピ、パルティアそしてゲルマンの偉大なる征服者、無敗の皇帝ルキウス・ドミティウス・アウレリアヌスは、?回目の護民官、?回目の執政官、国父、代理執政官、国際平和の奪還者の権限により、これを修復する。3（または4）マイル」

## 注記
1. 1 2  Gros, La France gallo-romaine, 1991, p. 54.
2. ↑  George Hacquard, Jean Dautry, O Maisani, Guide romain antique, Hachette, 1952, 50th ed. 2005, p,162
3. ↑  Paul Petit, La paix romaine, (PUF, collection Nouvelle Clio – l’histoire et ses problèmes) Paris, (1967), 2nd ed. 1971, p. 288
4. ↑  Philippe Ravit, "Le paysage valentinois, de la fondation de la colonie de Valentia (Valence) au IIIème siècle ap. J.-C.", Lyon 3, 2007, 202 p. (mémoire)
5. ↑  Philippe Ravit, "Le paysage valentinois, de la fondation de la colonie de Valentia (Valence) au IIIème siècle ap. J.-C.", Lyon '3, 2007, p 202 (abstract).
6. ↑  C.I.L., XII, 5549.
7. ↑  From Valence understood.